# Struthoscelis
Struthoscelis is een geslacht van vlinders van de familie sikkelmotten (Oecophoridae), uit de onderfamilie Oecophorinae.

## Soorten
- S. acrobatica Meyrick, 1913
- S. semiotarsa Meyrick, 1916